# Sfântu Gheorghe (Tulcea)
Sfântu Gheorghe é uma comuna romena localizada no distrito de Tulcea, na região de Dobruja. A comuna possui uma área de 605.76 km² e sua população era de 971 habitantes segundo o censo de 2007.